# Campionati mondiali di maratona canoa/kayak 2006
I Campionati mondiali di maratona canoa/kayak 2006 sono stati la 14ª edizione della manifestazione. Si sono svolti a Trémolat, in Francia, dal 20 al 24 settembre 2006.

## Medagliere
| Pos.   | Paese         | Oro | Argento | Bronzo | Totale |
| ------ | ------------- | --- | ------- | ------ | ------ |
| 1      | Ungheria      | 2   | 2       | 2      | 6      |
| 2      | Spagna        | 1   | 3       | 1      | 5      |
| 3      | Sudafrica     | 1   | 1       | 0      | 2      |
| 4      | Danimarca     | 1   | 0       | 0      | 1      |
| 4      | Gran Bretagna | 1   | 0       | 0      | 1      |
| 6      | Portogallo    | 0   | 0       | 2      | 2      |
| 7      | Francia       | 0   | 0       | 1      | 1      |
| Totale | Totale        | 6   | 6       | 6      | 18     |

## Podi

### Uomini
| Evento | Oro                                         | Perform. | Argento                                | Perform. | Bronzo                              | Perform.    |
| Canoa  |                                             |          |                                        |          |                                     |             |
| C-1    | Edvin Csabai                                | 2h13'33" | José Alfredo Bea                       | 2h13'42" | Bertrand Hémonic                    | 2h15'47"    |
| C-2    | Ungheria Edvin Csabai Attila Györe          | 2h05'59" | Spagna Ramón Ferro Óscar Graña         | 2h06'11" | Portogallo Nuno Barros Jose Sousa   | 2h07'35"154 |
| K-1    | Shaun Rubenstein                            | 2h33'35" | Manuel Busto Fernández                 | 2h33'36" | Emilio Merchán                      | 2h33'36"    |
| K-2    | Spagna Manuel Busto Fernández Oier Aizpurua | 2h23'23" | Sudafrica Shaun Rubenstein Shaun Biggs | 2h23'24" | Ungheria Tamas Homoki Attila Jambor | 2h23'24"    |

### Donne
| Evento | Oro                                      | Perform. | Argento                             | Perform. | Bronzo                               | Perform. |
| Canoa  |                                          |          |                                     |          |                                      |          |
| K-1    | Anna Hemmings                            | 2h11'11" | Renata Csay                         | 2h11'17" | Beatriz Gomes                        | 2h11'30" |
| K-2    | Danimarca Anne Lolk Thomsen Mette Barfod | 2h02'32" | Ungheria Renata Csay Vivien Folláth | 2h02'33" | Ungheria Berenike Faldum Ágnes Szabó | 2h04'28" |